# Jakes Abeberry
Pour les articles homonymes, voir Famille Abeberry.
Jacques Abeberry, dit Jakes, né le 25 avril 1930 à Biarritz et mort le 29 novembre 2022 à Cambo-les-Bains,, est un cadre de banque de profession, un baryton, un danseur, un directeur de théâtre et une figure du mouvement abertzale en Pays basque français.

## Biographie
Jacques Abeberry naît à Biarritz le 25 avril 1930, il est l'un des cinq fils de Jean Abeberry, boulanger biarrot, catholique de droite et Croix-de-feu, originaire d’Arcangues et d'Ernestine Etcheverry, institutrice fille d'instituteur, native de Halsou.
Il a été à l'âge de 16 ans danseur et chanteur à Oldarra, dont il fut le directeur théâtral à l'âge de 20 ans puis le directeur artistique en 1953 et aussi le président à partir de 1973.
Il est le directeur de publication d'Enbata, un journal abertzale dont il est l'éditorialiste depuis 1968, et est un des fondateurs d'Abertzaleen Batasuna (AB).
Il est le président d'honneur de « Biarritz autrement – Biarritz Bestelakoa » qu'il a contribué à fonder en 1989.
Alors qu'il est dans les années 1980 de presque tous les processus d’organisation des outils en faveur de la langue et la culture basques, une fois devenu second adjoint au maire de Biarritz chargé de la culture, il est le fondateur et président de Biarritz Culture (1991-2020).

### Abertzalisme
À la question « Parle-t-on basque dans votre famille ? », Jakes Abeberry répondait : « Mes parents ne me parlaient pas en basque car, pour eux, le français était le seul mode de promotion sociale. J'ai fait l'effort d'apprendre cette langue et mes enfants et petits-enfants ont baigné dès la naissance dans les milieux bascophones »,.
À 15 ans, il entre aux ballets et chœurs basques Oldarra qui comptaient dans leurs rangs plusieurs réfugiés basques. C'est à Oldarra qu'il prend conscience de la « réalité basque ».
Pendant des années il aide des artistes comme Mikel Laboa à passer la frontière et à enregistrer des disques en basque puisque ceci est interdit sous le dictature franquiste.
Le 15 avril 1963, il est l'un des signataires de la charte d'Itxassou, qui pose les bases d'un abertzalisme à la française avec pour premier objectif la réunification du Pays basque dans une Europe unie. En 1986, à la création d'un nouveau parti abertzale de gauche, Euskal Batasuna (« unité basque »), il s'oppose au recours à la lutte armée en Pays basque français.
Lecteur, dès 1963, de L'Europe des ethnies de Guy Héraud, partisan des États-Unis d'Europe et tenant de la vision de l'Europe des régions, il demeure un observateur attentif de la construction européenne.
Jouant un rôle auprès de Patxi Noblia dans la création de l'entreprise Sokoa, Jakes Abeberry est connu aussi pour son engagement au sein du collectif abertzale Izan qui anima cinq chantiers (revendication institutionnelle, présence abertzale aux élections, développement économique, échanges transfrontaliers, culture).
Du chantier de développement économique initié par Izan, naîtront  en août 1979 Hemen, une association d'animation économique à but non lucratif, et Herrikoa, société de capital-risque créée en février 1981 et ayant vocation à soutenir l'emploi en Pays basque.
En 1981, la création d'un département basque prônée dans la motion politique accompagnant la charte d'Itxassou de 1963 est reprise par François Mitterrand dans la 54e de ses 110 propositions pour la France pour l'élection présidentielle de 1981.
Il fait partie de la centaine de personnes qui se réunissent en septembre 1981 lors des premières Assises de la langue et la culture basques tenues au Musée Basque de Bayonne, des Assises suivies par un texte intitulé « Pour un statut de la Langue et la Culture Basques » paraphé par 23 associations et 2 syndicats.
Quand 25 associations culturelles basques se fédèrent en avril 1984 dans Pizkundea avec pour président Jean Haritschelhar, Jakes Abeberry en est le secrétaire général.
Lors de l'assemblée constitutive, le 25 juin 1984, de l'association Centre Culturel du Pays Basque, trois représentants de Pizkundea (Ramuntxo Camblong, Jean Haritschelhar, Jakes Abeberry) sont nommés au conseil d'administration aux côtés des douze représentants des collectivités publiques et de l'État (ville de Bayonne, département des Pyrénées-Atlantiques, région Aquitaine, ministère de la culture, préfet des Pyrénées-Atlantiques),. Les représentants de Pizkundea essayent en vain d'introduire cinq amendements aux statuts de l'association, notamment pour en changer le nom pour celui de Centre culturel basque.
En 2010, la fête surprise organisée à l'occasion de son 80e anniversaire a rassemblé plus de deux cents personnes et a eu un écho dans la presse locale. Quelques jours après paraissait un grand portrait de lui dans le journal Sud Ouest.
Le 25 avril 2021, jour de son 91e anniversaire, il est l'invité de Radio Kutzu, l'émission humoristique dominicale de France Bleu Pays Basque.

### Carrière politique
Élu pour la première fois en 1983, il est demeuré conseiller municipal à Biarritz jusqu'au 30 mars 2014 et a longtemps été deuxième adjoint au maire, d'abord chargé de la culture (1991-2001) puis du développement et des infrastructures urbaines (2001-2008).
Lors des élections municipales et communautaires (à la Communauté d'Agglomération Pays basque) de mars 2020, il est le 35e candidat de la liste des 35 candidats et deux suppléants qui se présentent à Biarritz sous le nom d'Euskal Herrian Vert et Solidaire.
Cette liste obtient 12,34 % des suffrages exprimés au premier tour du 15 mars 2020 et décide, le 1er juin 2020, de s'allier avec la liste Biarritz Nouvelle Vague qui elle a obtenu 16,22 % des suffrages. Jakes Abeberry est de nouveau le 35e candidat de cette liste dénommée Biarritz Nouvelle Vague Verte et Solidaire - Olatu Berria qui se présente dans une quadrangulaire au second tour du 28 juin 2020. Le 28 juin 2020, la liste Biarritz Nouvelle Vague Verte et Solidaire - Olatu Berria termine deuxième avec 26,30% des voix et compte cinq élus.
À partir des élections de 1989, l'action municipale qu'il mène se fait à la tête de la liste abertzale ouverte à la société civile dénommée « Biarritz Autrement – Biarritz Bestelakoa ». Il obtient 12 % des voix en 1989 puis 14,5 % des voix en 1991 lors des élections consécutives à la mise en minorité de Bernard Marie au sein du conseil municipal sur la question de la destruction du casino municipal et de l'édification de résidences à la place.
Pour le second tour des élections de 1991, face au maire démissionnaire arrivé en tête au premier tour, Jakes Abeberry négocie l'alliance de sa liste avec celle de Didier Borotra. Ils l'emportent et c'est alors l'élection de six abertzale au sein de la majorité municipale. Ce sont 23 années de vie municipale majoritaire qui débutent alors puisque s'ensuivront de nouvelles alliances en 1995, 2001,. et 2008 entre le maire Didier Borotra et « Biarritz Autrement – Biarritz Bestelakoa ».
Ainsi c’est « Biarritz Autrement – Biarritz Bestelakoa » qui a fait à Didier Borotra chacune des propositions spécifiques pour la promotion de la langue basque : ikastola, crèche bascophone, aménagement du centre de formation d'AEK, mise en place d'un département basque au sein de la médiathèque, développement de la signalisation bilingue, préparation de spectacles en basque au centre de loisirs Uda Leku, implantation d'un bureau municipal de la langue basque avec un technicien de la langue basque, formation bilingue du personnel communal, installation à Biarritz du lycée SEASKA PRO.
Il a été également l'un des 33 conseillers de la communauté d'agglomération, support local de l'intercommunalité.
Il a été l'un des 72 membres et 24 administrateurs du conseil des élus du Pays basque / Euskal Herriko Hautetsien Kontseilua .
Au titre du conseil des élus du Pays basque, il a longtemps été l'un des 11 membres de Euskararen Erakunde Publikoa / Office public de la langue basque présidé actuellement par François Maitia, vice-président du conseil régional d'Aquitaine.
En février 2001, l'hebdomadaire L'Express l'a classé parmi les 100 qui font bouger le Pays basque.

### Promotion de la danse et de la culture
Deuxième adjoint au maire, chargé de la Culture, Jakes Abeberry fonde dès 1991 le festival Le Temps d'Aimer (sous-entendu : la danse) qui ouvre la voie à l'instauration, en septembre 1998 d'un centre national chorégraphique aujourd'hui connu sous le nom de Malandain Ballet Biarritz et dirigé par Thierry Malandain. Le Temps d'Aimer a connu sa 30e édition en 2020.
Il a l'initiative d'un symposium de sculptures en 1991[réf. nécessaire] sur le plateau de l'Atalaye où, pendant trois semaines, les sculpteurs invités travaillent en direct et en plein air, avec notamment Aitor de Mendizabal, Djémal Bjalava ou Jean Escaffre.
Il est aussi le promoteur avec l'académie André-Marchal du premier Concours international d'orgue de la ville de Biarritz en 1993.
Il est l'instigateur de l'Orchestre d'harmonie de Biarritz qui a été créé en 1993 par André Lassus afin d'animer le kiosque flambant neuf de la place Sainte-Eugénie,.
Il œuvre avec Didier Borotra pour doter, en 2005, la ville de Biarritz d'une médiathèque avec notamment un fonds America, un fonds local et un fonds basque. Cette construction s'inscrit dans le projet global de mutation du quartier biarrot des Rocailles en pôle culturel à spécificité image.
De 1991 à 2021, Jakes Abeberry est le président de Biarritz Culture, association paramunicipale organisatrice d'événements musicaux ou théâtraux (notamment en basque dans le cadre de Bi Harriz Lau Xori) et organisatrice de spectacles de danse (notamment Le Temps d'Aimer la Danse ou Le Temps des Mômes). L'association est dissoute en avril 2021 non sans être parvenue à remettre, après « six mois de flou c entre lui et la maire de Biarritz Maider Arosteguy, les clés du festival du Temps d'Aimer au Centre chorégraphique national Malandain Ballet Biarritz.

## Postérité
Le 8 juillet 2024, sur le parvis de la Gare du Midi est inaugurée une sculpture de Zigor offerte par l'artiste et dédiée à Jakes Abeberry en présence de la famille, de l'artiste, de Maider Arosteguy, du choeur d'hommes Oldarra, des jeunes pousses du ballet Malandain comme de nombreux proches ou élus municipaux,.
En effet, le 29 septembre 2023, le conseil municipal de Biarritz a décidé à l'unanimité que, à l'issue des travaux prévus pour refondre l'accès à la Gare du Midi avec une végétalisation repensée et une création de bancs et de gradins, le parvis serait dénommé "Parvis Jakes Abeberry".

## Publications
À partir de 1960, Jakes Abeberry est l'éditorialiste de la revue politique Enbata. Tout au long de l'année 2020, Enbata évoque ses soixante ans d'existence en débutant par un article de Jakes Abeberry,.
- Les Groupes folkloriques dans Herria hebdomadaire basque-français, nouvelle série (Bayonne, édition spéciale, mars 1960, p. 2).
- Tribune. Euzkadi eta Europa dans Herria hebdomadaire basque-français, nouvelle série (Bayonne, no 728 [i.e. 760], 1 964 ko uztailaren 9koa = 9 juillet 1964, p. 4 + no 729 [i.e. 761], 1 964 ko uztailaren 16koa = 16 juillet 1964, p. 4 + no 730 [i.e. 762], 1 964 ko uztailaren 23koa = 23 juillet 1964, p. 4).
- Il est le préfacier de Biarritz : villas et jardins 1900-1930 (Paris, Institut Français d'Architecture, 1992) (ISBN 978-2-909283-06-7).
- Où en est le projet des Rocailles ? Jakes Abeberry, 3e adjoint, nous présente le projet pour le quartier des Rocailles, autour de la future bibliothèque par Anne-Marie Pichat-Martinez dans Le journal de Biarritz et de la côte basque (no 10, du 5 au 18 janvier 1996, Éditeur : Atelier Compagnie Biarritz Presse)  .
- Avec Didier Borotra, il est le préfacier de La politique culturelle à Biarritz / Biarritz culture rédigé par Filgi Claverie et Colette Larraburu en 1997.
- Je défendrai la maison de mon père dans La question basque ouvrage coordonné par Denis Laborde (Paris, le Harmattan, 1998, p. 513-519)  (ISBN 2-7384-7189-7)[64].
- Nolako egitura politikoa ?  dans la revue Jakin Arantzazu (no 104, 1998, p. 67-78).
- La réunification d'Euskal Herria passe par l'Europe  dans la revue Ezpala (no 9, 1998, p. 36-38).
- La Construction de l'eurorégion Euskal Herria dans le livre Tiempo de cerezas : Euskal Herria ante el siglo XXI (Bilbao, Herria 2000 Eliza, 1999, p. 195-198).
- Il est l'un des préfaciers de Etxebeltzkeriak : 1975-1999 : 300 dessins d'Etxebeltz parus dans Enbata (Ascain, Gatuzain, 1999).
- Luzaroan bizikide dans Txillardegi lagun-giroan / Txipi Ormaetxea dirigé par José Luis Alvarez Enparantza (Bilbo, Udako Euskal Unibertsitatea, 2000, p. 17-19).
- Avant-propos des Bascotilles de Paul Azoulay (Biarritz, Atlantica, 2005)  (ISBN 2-84394-767-7).
- Guerre civile et nationalisme, entretien de Philippe Salquain avec Jakes Abeberry paru dans L'échauguette, Bayonne, no 17, juin 2007, p. 12-26.
- Avec Michel Veunac, il est le préfacier de Oldarra. Une histoire, un esprit de Manuel Urtizberea (Bayonne, Elgar, 2018)  (ISBN 978-84-9027-831-4).

## Sur les pas de Jakes
Un documentaire, Sur les pas de Jakes, lui est consacré par Ramuntxo Garbisu.
D'une durée d'une heure vingt, ce documentaire est émaillé de témoignages de divers acteurs culturels et/ou politiques basques : Zigor, Koldo Zabala, Julen Madariaga (Julen Kerman Madariaga Agirre), Didier Borotra, Christiane Etchalus, Txetx.
Le documentaire a été diffusé pour la première fois au cinéma Le Royal, à Biarritz, en octobre 2012 et rediffusé à deux reprises en janvier 2013 dans le cadre du festival Zinerama. Il a été également été diffusé dans le cadre du Zinegin Festibala d'Hasparren en novembre 2012 et au 26e festival international des programmes audiovisuels de Biarritz (FIPA) qui s’est déroulé à Biarritz du 22 au 27 janvier 2013.
La voie Abeberry, un reportage de France 3 Aquitaine d'une durée de 7 min 05 s est diffusé le samedi 19 janvier 2013 et Jakes Abeberry, homme politique et défenseur de la langue basque, une émission de France-Bleu Pays basque diffusée le 11 septembre 2018.

## Pour approfondir